# كارلوس هنريكس
كارلوس هنريكس (7 يوليو 1993 في البرتغال - ) هو لاعب كرة قدم برتغالي في مركز حراسة المرمى. لعب مع نادي بورتيمونينسي.

## وصلات خارجية
- كارلوس هنريكس على موقع قاعدة بيانات كرة القدم.إي يو (الإنجليزية)
- كارلوس هنريكس على موقع Soccerway.com (الإنجليزية)